# Sandsvatn
Sandsvatn je největší jezero na ostrově Sandoy a zároveň třetí největší jezero na celých Faerských ostrovech. Rozloha jezera je 0,8 km² a hloubka 5 metrů. V jezeře jsou pstruzi a lososi.

## Související článek
- Seznam jezer na Faerských ostrovech

## Externí odkazy

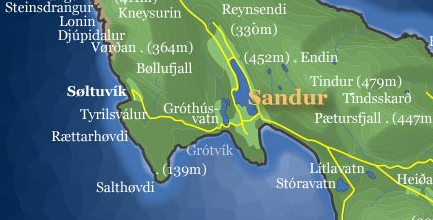
Poloha jezera